# The Guitar Trio
The Guitar Trio é um álbum do trio de instrumentistas Al Di Meola, John McLaughlin e Paco de Lucía, que tocam guitarra espanhola. Foi lançado em 1996.

## Track listing
1. "La Estiba" (Paco de Lucía)  – 5:51
2. "Beyond the Mirage" (Al Di Meola)  – 6:10
3. "Midsummer Night" (John McLaughlin)  – 4:36
4. "Manhã de Carnaval" (Luiz Bonfá/Antônio Maria)  – 6:11
5. "Letter from India" (John McLaughlin)  – 3:54
6. "Espiritu" (Al Di Meola)  – 5:30
7. "Le Monastère dans les Montagnes" (John McLaughlin)  – 6:15
8. "Azzura" (Al Di Meola)  – 7:58
9. "Cardeosa" (Paco de Lucía)  – 6:36

## Créditos
- Al Di Meola – Guitarra espanhola (faixas 1-4,6-9), percussão (6)
- Paco de Lucía – Guitarra espanhola (1-3,5,7-9)
- John McLaughlin – Guitarra espanhola (1-5,7-9)